# Baldinger Straße 20 (Nördlingen)

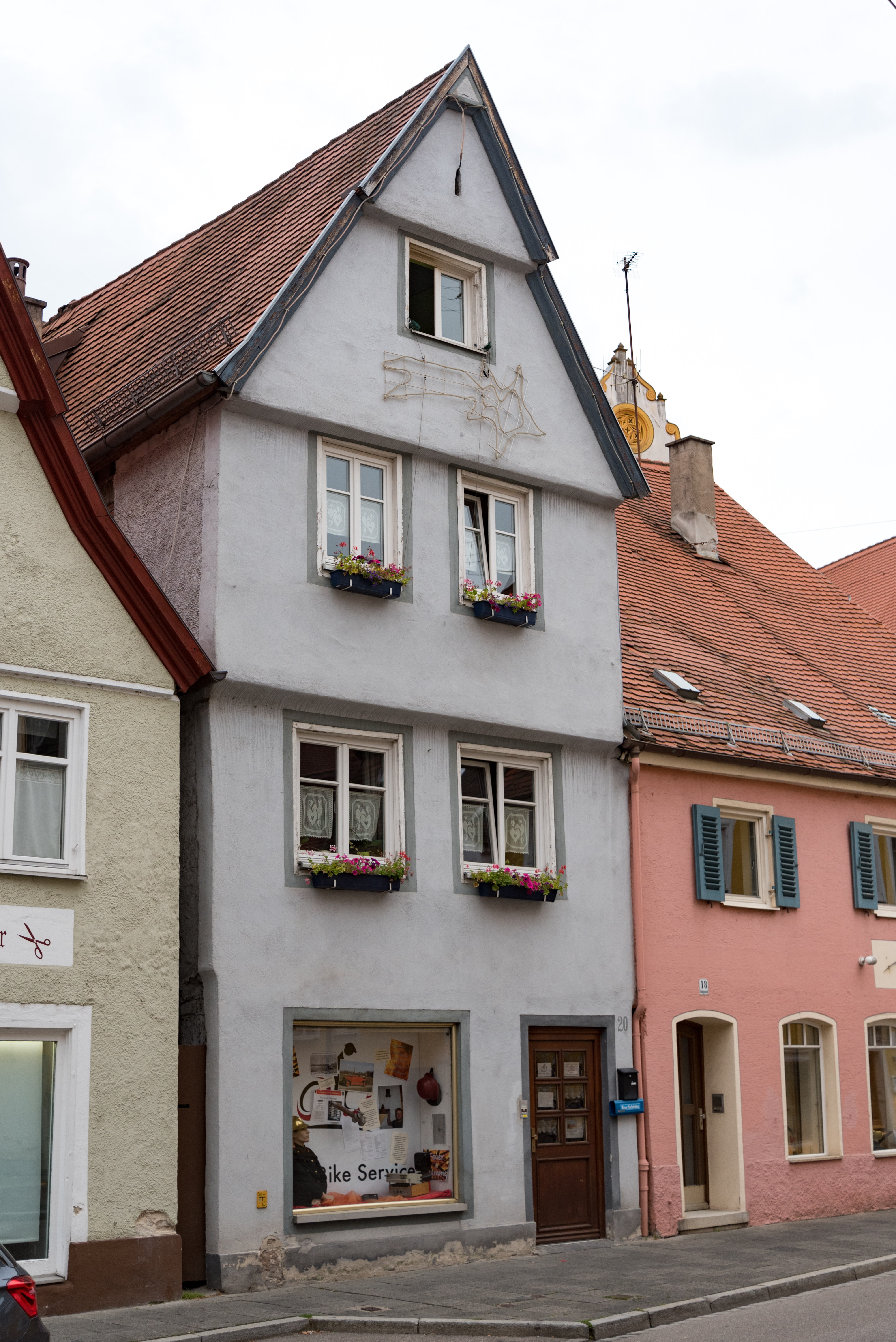
Fachwerkhaus Baldinger Straße 20 in Nördlingen

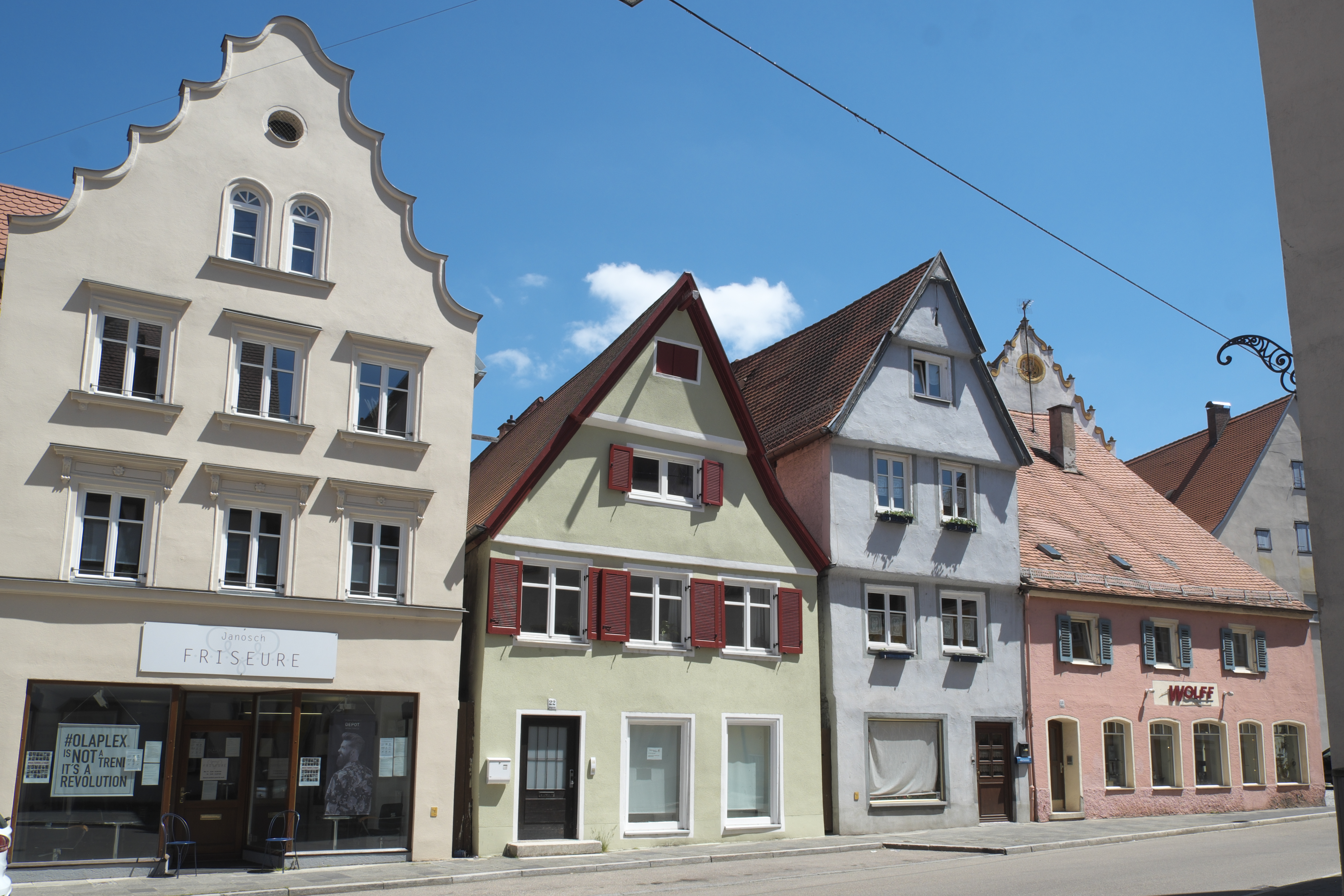
Häuserzeile Baldinger Straße 24 bis 18

Das Gebäude Baldinger Straße 20 in Nördlingen, einer Stadt im schwäbischen Landkreis Donau-Ries in Bayern, wurde im Kern im 16. Jahrhundert errichtet. Das Fachwerkhaus ist ein geschütztes Baudenkmal.
Der schmale dreigeschossige Giebelbau mit Satteldach hat eine verputzte Fachwerkkonstruktion, die dreifach vorkragend ist. 
Das linke Nachbarhaus, die Nr. 22, stammt aus der gleichen Zeit.